# Мазаєв Олександр Васильович
Олександр Васильович Мазаєв (1904, село Яригіно Московської губернії, тепер Сергієво-Посадського міського округу Московської області, Російська Федерація — 14 грудня 1962, місто Душанбе, тепер Таджикистан) — радянський державний діяч, 1-й заступник голови Ради міністрів Таджицької РСР. Депутат Верховної ради Таджицької РСР 1—5-го скликань. Депутат Верховної ради СРСР 4-го скликання (в 1956—1958 роках).

## Життєпис
Народився в родині робітника. З 1915 року працював у селянському господарстві батьків. До 1925 року — майстер, бригадир Московського молокозаводу.
Член РКП(б) з 1925 року.
У 1925—1927 роках заочно навчався у Вищій комуністичній школі імені Свердлова.
З 1925 року — секретар Костянтинівського повітового комітету комсомолу (ВЛКСМ); секретар Загорського районного комітету ВЛКСМ; секретар Рязанського губернського комітету ВЛКСМ
У 1930—1935 роках — секретар виконавчого комітету районної ради; завідувач відділу Пронського районного комітету ВКП(б).
У 1935—1937 роках — 2-й секретар Гіссарського районного комітету КП(б) Таджикистану.
У 1937—1938 роках — 1-й секретар Шахритузького районного комітету КП(б) Таджикистану.
У 1938—1960 роках — 1-й заступник голови Ради народних комісарів (з 1946 року — Ради міністрів) Таджицької РСР.
У 1940 році Олександра Мазаєва призначено начальником будівництва Великого Памірського шосе.
У 1960—1962 роках — 1-й заступник голови Державної планової комісії (Держплану) Таджицької РСР.
Помер 14 грудня 1962 року в місті Душанбе.

## Нагороди
- три ордени Леніна
- орден Вітчизняної війни І ст.
- три ордени Трудового Червоного Прапора
- орден «Знак Пошани»
- медалі
- Почесна грамота Президії Верховної ради Таджицької РСР